# Luna Satie
Pour les articles homonymes, voir Satie (homonymie).
Œuvres principales
- À la recherche de Rita Kemper

Luna Satie est le nom de plume d'une écrivaine française.

## Biographie
Née en 1977, elle a fait des études d'histoire de l'art et d'archéologie.
À la recherche de Rita Kemper (2002), son premier polar, plonge le lecteur dans un univers installé autour du suicide - supposé - d'une chanteuse du groupe de rock The Ruiner  et de l'enquête menée par Mary Blake, épouse d'un journaliste disparu qui enquêtait sur le groupe.

## Œuvre

### Romans policiers
- À la recherche de Rita Kemper
  - Série noire, Gallimard, 2002
  - Folio policier, Gallimard, 2004